# Jan Bolesławowicz Świrski
Jan Bolesławowicz Świrski herbu Lis (zm. przed 16 kwietnia 1594 roku) – namiestnik wileński w latach 1587–1593, marszałek hospodarski w latach 1566–1594, mostowniczy połocki w 1561 roku, kniaź.
Jako poseł powiatu wileńskiego był obecny na sejmie w Lublinie w 1569 roku. Jako przedstawiciel Wielkiego Księstwa Litewskiego podpisał akt unii lubelskiej 1569 roku.